# Annette Salmeen
	Annette Elizabeth Salmeen (7 december 1974) is een Amerikaanse zwemster. 

## Carrière
Salmeen won tijdens de Olympische Zomerspelen van 1996 in eigen land de gouden medaille op de 4×200m vrije slag, Salmeen kwam alleen in actie in de series. De 4×200m vrije slag stond in 1996 voor het eerst op het programma voor de vrouwen.

## Internationale toernooien
| Jaar | Olympische Spelen                                                       |
| ---- | ----------------------------------------------------------------------- |
| 1996 | 12e 200m vlinderslag · 4×200m vrije slag · Salmeen zwom enkel de series |